# Campo di transito di Slavonska Požega
Il campo di transito di Slavonska Požega (in croato Prolazni logor Slavonska Požega) fu un campo gestito dal movimento nazionalista fascista degli ustascia nello Stato Indipendente di Croazia (NDH) tra il luglio e l'ottobre 1941, durante la seconda guerra mondiale.

## Contesto storico

### Jugoslavia tra le due guerre
Le tensioni etniche tra serbi e croati si intensificarono in seguito alla creazione del Regno dei Serbi, Croati e Sloveni all'indomani della prima guerra mondiale. Durante il periodo tra le due guerre mondiale, numerosi croati iniziarono a nutrire del risentimento per l'egemonia politica serba nel nuovo Stato, situazione che portò all'emanazione di leggi che favorivano gli interessi politici, religiosi e commerciali serbi. Le tensioni culminarono nel 1928, in seguito all'uccisione di cinque deputati croati da parte del politico serbo montenegrino Puniša Račić: in due morirono sul posto, altri due furono feriti ma sopravvissero, mentre il quinto, il leader dell'opposizione Stjepan Radić, morì quasi due mesi dopo per le complicazioni dovute alla sparatoria. Nel gennaio del 1929, il re Alessandro I istituì la dittatura e cambiò il nome del Paese in Jugoslavia. Poco tempo dopo, il politico croato Ante Pavelić formò gli ustascia, un movimento nazionalista e fascista croato che perseguiva l'obiettivo dell'indipendenza della Croazia usando mezzi violenti. Gli ustascia furono dichiarati fuori legge in Jugoslavia, ma ricevettero il sostegno dall'Italia di Benito Mussolini, che nutriva aspirazioni territoriali sull'Istria e la Dalmazia. Gli ustascia compirono una serie di azioni volte a destabilizzare la Jugoslavia, in particolare con la rivolta del Velebit nel 1932 e con l'assassinio di re Alessandro I a Marsiglia nel 1934. In seguito all'assassinio del re, i leader più anziani del movimento ustascia, tra cui Pavelić, furono processati in contumacia sia in Francia che in Jugoslavia e condannati a morte, ma grazie ancora alla protezione di Mussolini sfuggirono alla cattura.
In seguito all'Anschluss del 1938, la Jugoslavia si trovò a condividere il suo confine nord-occidentale con la Germania e subì una crescente pressione dovuta all'allineamento dei suoi vicini con le potenze dell'Asse. Nell'aprile del 1939, l'Italia aprì un secondo fronte con la Jugoslavia, invadendo e occupando la vicina Albania. Allo scoppio della seconda guerra mondiale, il governo reale jugoslavo dichiarò la propria neutralità.
Tra il settembre e il novembre del 1940, l'Ungheria e la Romania aderirono al Patto tripartito, schierandosi con l'Asse, e l'Italia invase la Grecia. La Jugoslavia si trovò quasi completamente circondata dalle potenze dell'Asse e dai loro satelliti, e la sua posizione neutrale divenne precaria. Alla fine di febbraio del 1941, anche la Bulgaria aderì al Patto tripartito. Il giorno seguente, le truppe tedesche entrarono in Bulgaria passando dalla Romania, completando l'accerchiamento della Jugoslavia. Intendendo assicurare il suo fianco meridionale per l'imminente attacco all'Unione Sovietica, Adolf Hitler iniziò a esercitare forti pressioni sulla Jugoslavia affinché aderisse all'Asse. Il 25 marzo 1941, il governo reale jugoslavo firmò condizionatamente il Patto. Due giorni dopo, un gruppo di ufficiali della Regia Aeronautica Jugoslava, nazionalisti serbi e filo-occidentali, deposero il reggente principe Paolo con un colpo di Stato incruento. Il colpo di Stato fece salire sul trono il nipote adolescente Pietro e portò al potere un "governo di unità nazionale" guidato dal generale Dušan Simović. Il colpo di Stato fece infuriare Hitler, che ordinò immediatamente l'invasione della Jugoslavia, che ebbe inizio il 6 aprile 1941.

### Creazione della NDH

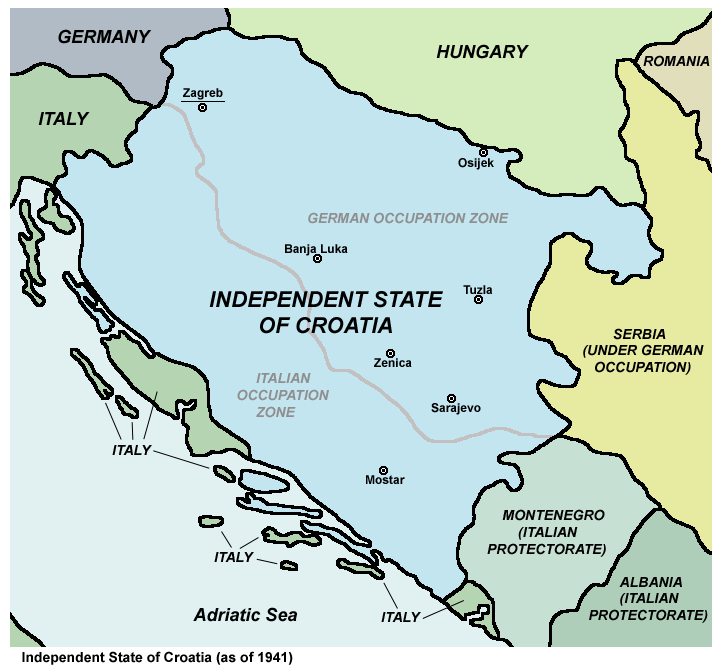
Mappa dell'occupazione e della spartizione della Jugoslavia, 1941-1943.

La Jugoslavia fu rapidamente sopraffatta dalle potenze dell'Asse e si arrese in meno di due settimane. Il governo e la famiglia reale si rifugiarono in esilio, il Paese fu occupato e smembrato dai suoi confinanti. Hitler desiderava smantellare la Jugoslavia, da lui definita "costruzione di Versailles". La Serbia fu ridotta ai confini precedenti alle guerre balcaniche, diventando l'unico Paese dei Balcani occidentali sottoposto all'occupazione diretta tedesca. I territori abitati dai serbi a ovest del fiume Drina furono incorporati nello Stato Indipendente di Croazia (in croato Nezavisna država Hrvatska, NDH), che comprendeva la maggior parte dell'odierna Croazia, l'intera Bosnia ed Erzegovina e porzioni dell'odierna Serbia. L'istituzione della NDH era stata annunciata il 10 aprile via radio da Slavko Kvaternik, un ex ufficiale dell'esercito austro-ungarico rimasto in contatto con i nazionalisti croati all'estero.
Pavelić entrò nella NDH il 13 aprile e raggiunse Zagabria due giorni dopo. Lo stesso giorno, Germania e Italia estesero il riconoscimento diplomatico alla NDH. Pavelić assunse il controllo e si attribuì il titolo di Poglavnik (l'equivalente del termine italiano Duce e del tedesco Führer).
Al momento della sua costituzione, la NDH contava una popolazione di 6 500 000 di abitanti, di cui circa la metà croati. Era abitata anche da quasi due milioni di serbi, circa un terzo della popolazione totale. Le terre abitate dai serbi rappresentavano quasi il 70% della superficie totale della NDH. Tuttavia, ai serbi (insieme ad altri che gli ustascia consideravano "indesiderabili", come gli ebrei e i rom) fu negata la cittadinanza in quanto non ariani. A poche ore dalla creazione della NDH, le attività commerciali esposero i cartelli con la dicitura: "Vietato l'ingresso a serbi, zingari, ebrei e cani". Inoltre, furono adottate misure per eliminare la presenza dell'alfabeto cirillico nella sfera pubblica. Il 17 aprile, gli ustascia istituirono la "Disposizione legale per la difesa del popolo e dello Stato", una legge che legittimava l'istituzione dei campi di concentramento e la fucilazione di massa degli ostaggi nella NDH. Complessivamente, furono istituiti circa trenta campi di concentramento in tutta la NDH.

## Il campo

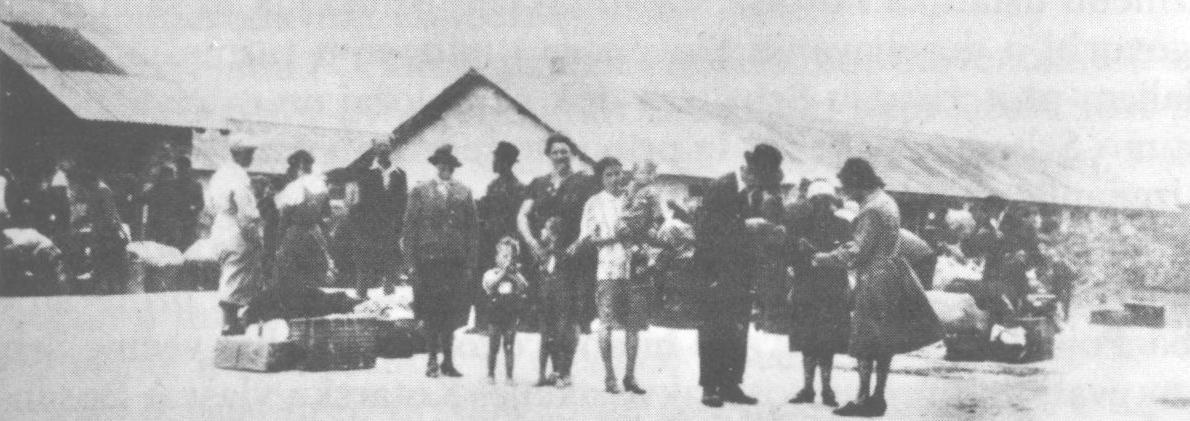
I deportati sloveni nel campo di transito di Slavonska Požega.

In concomitanza con la visita di Pavelić a Hitler al Berghof il 4 giugno 1941, i ministri del governo croato Slavko Kvaternik e Mladen Lorković si incontrarono con Siegfried Kasche, ambasciatore tedesco in Croazia, e Harald Turner, capo dell'amministrazione civile tedesca nella Serbia occupata dai tedeschi, per negoziare la deportazione di 180 000 serbi residenti nella NDH verso la Serbia occupata e il contemporaneo reinsediamento di 180 000 sloveni nella NDH. Gli ustascia intendevano modificare la composizione etnica delle aree a maggioranza serba della NDH, mentre i tedeschi desideravano alterare la composizione etnica di alcune regioni della Slovenia. La NDH acconsentì ad accogliere gli sloveni espulsi dalla Slovenia occupata dai tedeschi, espellendo contemporaneamente i serbi dalla NDH verso la Serbia occupata.
Nel luglio 1941, gli ustascia stabilirono un campo di transito per serbi e sloveni nella città di Slavonska Požega, a 143 chilometri a sud-est di Zagabria, per agevolare la deportazione degli sloveni etnici dalla Slovenia occupata dai tedeschi verso la NDH e dei serbi di etnia slovena verso la Serbia occupata dai tedeschi. L'istituzione del campo fu supervisionata dal capo della polizia della città, Milivoj Ašner.
Il campo, costituito da caserme, un ex deposito di armi e un parco di veicoli militari circondato da un muro con recinzione di filo spinato, era stato originariamente costruito dal Regio Esercito jugoslavo. Gli alloggi risultarono insufficienti per gestire l'elevato numero di detenuti, con conseguente grave sovraffollamento. Il campo era comandato dal capitano (in croato Satnik) Ivan Stiper. Il suo aiutante, il tenente (in croato Nadporučnik) Emil Klajič, comandava la 14ª Compagnia ustascia impiegata per la sorveglianza. L'organico della compagnia variava tra i 130 e i 223 uomini. Diversi detenuti sloveni prestavano servizio nell'amministrazione del campo.
Le condizioni di vita nel campo erano pessime. Ai detenuti venivano fornite quantità inadeguate di cibo, le malattie si diffusero rapidamente e l'assistenza medica era pressoché inesistente. Sebbene fosse nominalmente un campo di transito, numerosi detenuti furono sottoposti a tortura e persino uccisi dalle guardie. Il 26 agosto furono fucilati 785 detenuti provenienti da Derventa e Bosanski Brod. Tra le persone uccise nel campo figurava anche il monaco ortodosso serbo Rafailo Momčilović, abate del monastero di Šišatovac nella Serbia settentrionale, torturato a morte. Il campo di Slavonska Požega fu chiuso il 22 ottobre 1941. L'amministrazione ustascia continuò a gestire gli effetti personali sottratti ai detenuti fino a metà novembre.
Un rapporto presentato all'International Tracing Service (ITS) negli anni '70 stimò che quasi 9 500 detenuti transitarono per il campo durante il suo periodo di attività. Poiché tale stima si basava su una documentazione frammentaria, lo storico Joseph Robert White afferma che il numero effettivo di detenuti era probabilmente superiore. Non era raro che i detenuti fossero privati dei loro beni, sottoposti a maltrattamenti fisici e talvolta persino uccisi dalle guardie ustascia.

## Memoria

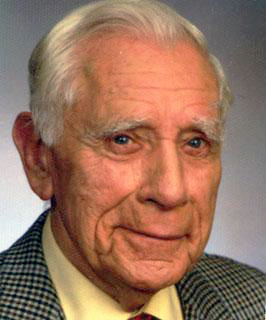
Milivoj Ašner come appare sul manifesto di ricerca, 2005.

Il 21 maggio 2000, l'abate Rafailo fu canonizzato dalla Chiesa ortodossa serba. Nel maggio 2004, nell'ambito dell'Operazione Last Chance, l'investigatore dilettante Alen Budaj avvisò il cacciatore di nazisti Efraim Zuroff, capo dell'ufficio di Gerusalemme del Centro Simon Wiesenthal, che Ašner era ancora vivo e risiedeva in Croazia, dopo aver vissuto in esilio in Austria fino al 1991. Budaj fornì a Zuroff i documenti che implicavano Ašner nelle atrocità della guerra commesse a Slavonska Požega. In seguito a una conferenza stampa tenuta da Zuroff che illustrava le scoperte di Budaj, Ašner fuggì nuovamente in Austria.
Nel 2005, i pubblici ministeri croati accusarono Ašner di crimini di guerra e di crimini contro l'umanità derivanti dal suo coinvolgimento nella deportazione di ebrei e serbi nel 1941 e 1942. Il governo croato successivamente richiese l'estradizione di Ašner dall'Austria, ma il governo austriaco si oppose all'estradizione.
Nel 2007, uno zuccherificio di Slavonska Požega produsse una confezione di zucchero recante l'immagine di Hitler. L'episodio fu condannato dal Centro Simon Wiesenthal: «Se non altro, questa è una disgustosa espressione di nostalgia per il Terzo Reich e per un periodo durante il quale ebrei, serbi e zingari sono stati massacrati in massa» osservò Zuroff, ed esortò il governo croato a costringere i proprietari della fabbrica a ritirare immediatamente le bustine di zucchero dal commercio, in linea con le leggi del Paese che proibiscono l'incitamento all'odio razziale, religioso ed etnico. L'anno successivo, Ašner fu fotografato mentre assisteva a una partita del campionato europeo di calcio 2008, ospitata dall'Austria. In seguito rilasciò interviste a giornalisti croati e britannici. «Non è mai successo nulla a chi era un cittadino fedele dello Stato croato», affermò Ašner in una delle interviste, «Per gli altri, la teoria era: non sei croato, odi la Croazia, ok, allora per favore torna in patria». Ašner morì nel 2011, all'età di 98 anni, senza essere processato.